# Вест-Манчестер (Огайо)
Вест-Манчестер (англ. West Manchester) — селище (англ. village) в США, в окрузі Пребл штату Огайо. Населення — 415 осіб (2020).

## Географія
Вест-Манчестер розташований за координатами 39°54′12″ пн. ш. 84°37′35″ зх. д. / 39.90333° пн. ш. 84.62639° зх. д. (39.903320, -84.626326).  За даними Бюро перепису населення США в 2010 році селище мало площу 0,70 км², уся площа — суходіл.

## Демографія
Згідно з переписом 2010 року, у селищі мешкали 474 особи в 167 домогосподарствах у складі 123 родин. Густота населення становила 673 особи/км².  Було 179 помешкань (254/км²).
Расовий склад населення:
| - 95,4 % — білих - 1,9 % — чорних або афроамериканців - 0,4 % — корінних американців |

До двох чи більше рас належало 2,1 %. Частка іспаномовних становила 1,1 % від усіх жителів.
За віковим діапазоном населення розподілялося таким чином: 27,6 % — особи молодші 18 років, 62,1 % — особи у віці 18—64 років, 10,3 % — особи у віці 65 років та старші. Медіана віку мешканця становила 33,3 року. На 100 осіб жіночої статі у селищі припадало 95,1 чоловіків;  на 100 жінок у віці від 18 років та старших — 96,0 чоловіків також старших 18 років.
Середній дохід на одне домашнє господарство  становив 57 310 доларів США (медіана — 43 542), а середній дохід на одну сім'ю — 52 763 долари (медіана — 44 500). Медіана доходів становила 31 932 долари для чоловіків та 27 404 долари для жінок. За межею бідності перебувало 14,1 % осіб, у тому числі 27,9 % дітей у віці до 18 років та 4,9 % осіб у віці 65 років та старших.
Цивільне працевлаштоване населення становило 294 особи. Основні галузі зайнятості: виробництво — 22,8 %, освіта, охорона здоров'я та соціальна допомога — 18,7 %, роздрібна торгівля — 12,9 %, транспорт — 9,9 %.